# Уишань (горы)
Уишань (Уйшань, кит. упр. 武夷山, пиньинь Wǔyí Shān) — горный хребет, расположенный в Китае, на границе провинций Фуцзянь и Цзянси. Представляет собой горную гряду средней высотой около 650 м, раскинувшуюся на площади более 1000 км². Высшая точка — гора Хуанганшань (кит. 黄岗山 пиньинь Huánggǎng shān) (2158 м). В 1999 году включена ЮНЕСКО во Всемирное наследие одновременно по культурным и природным критериям.
С точки зрения биологического разнообразия горы Уишань являются наиболее ценной территорией в пределах Юго-Восточного Китая. Природа хребта богата древними реликтовыми видами, многие из которых эндемичны в Китае. В горах Уишань производится множество сортов чая, в том числе известный утёсный чай Да Хун Пао и красный Чжэн Шань Сяо Чжун. Горы также знамениты своими живописными местами: «Рекой девяти излучин», высокими песчаниковыми останцами и многочисленными храмами и монастырями, многие из которых в настоящее время разрушены. В этих монастырях зародилось учение неоконфуцианства, которое оказывало влияние на культуру всей Восточной Азии начиная с XI века.
В I веке до н. э. неподалёку была построена одна из столиц империи Хань, руины которой сохранились до настоящего времени. Среди интересных объектов — дворец Ваньнянь, академия Чайян и мост Хунцяо.